# Jatimulyo (Bonang)
Jatimulyo is een bestuurslaag in het regentschap Demak van de provincie Midden-Java, Indonesië. Jatimulyo telt 2962 inwoners (volkstelling 2010).